# Figline Vegliaturo
Figline Vegliaturo község (comune) Olaszország Calabria régiójában, Cosenza megyében.

## Fekvése
A megye déli részén fekszik. Határai: Aprigliano, Cellara, Mangone, Paterno Calabro és Piane Crati.

## Története
A település alapításáról nem léteznek pontos adatok. Valószínűleg a 9. században alapították a szaracén portyázások elől menekülő cosenzai lakosok. A 19. század elején vált önálló községgé (Piane Crati részéként), amikor a Nápolyi Királyságban felszámolták a feudalizmust. 1833-ban vált le Piane Cratitól.

## Népessége
A népesség számának alakulása:

## Főbb látnivalói
- Palazzo Crocco
- Palazzo De Maio
- Santa Liberata-templom
- San Rocco-templom
- San Giovanni Battista-templom